# Phylloporus novae-zelandiae
Phylloporus novae-zelandiae là một loài nấm trong họ Boletaceae. Nó được phát hiện New Zealand vào năm 1971.